# ۱۷ فوریه
۱۷ فوریه در تقویم گرگوری، چهل و هشتمین روز سال است. ۳۱۷ روز (در سال‌های کبیسه ۳۱۸روز) تا پایان سال باقی است.

## رویدادها
- ۱۹۲۵ - نخستین شماره هفته‌نامه ادبی نیویورکر منتشر شد.
- ۱۹۶۴ - تهران - موافقتنامه پترو شیمی بین ایران و انستیتوی فرانسوی نفت امضا می‌شود.
- ۲۰۰۰ - مایکروسافت ویندوز ۲۰۰۰ به بازار عرضه شد.
- ۲۰۰۸ - با وجود مخالفت‌های فراوان کوزوو (در نقشه) اعلان استقلال

## زادگان
- ۱۱۳۹ - یوسف بن عبدالمؤمن،دومین پادشاه مُوَحّدانِ مغرب.
- ۱۹۵۷ - لورینا مک‌کنیت (Loreena McKennitt)  (۱۹۵۷ - ) خواننده، نوازنده و پیانیست کانادایی.
- ۱۹۶۱ - آندری کاراطایف، مورخ، اقتصادی، و جامعه‌شناس روسی
- ۱۹۹۱ - اد شیرن ، خواننده ، ترانه‌سرا و تهیه‌کننده موسیقی اهل انگلستان

## مرگ‌ها
- ۹۲۳ - محمد بن جریر طبری مورخ و مفسر قرآن در بغداد درگذشت.
- ۱۹۴۸. یحیی محمد، امام زیدیه و شاه یمن، ترور شد.(۲۷ بهمن ۱۳۲۶)
- ۲۰۰۵ - عمر سیووری،بازیکن فوتبال و اسطوره آرژانتین و باشگاه یوونتوس